# Santiago de Querétaro

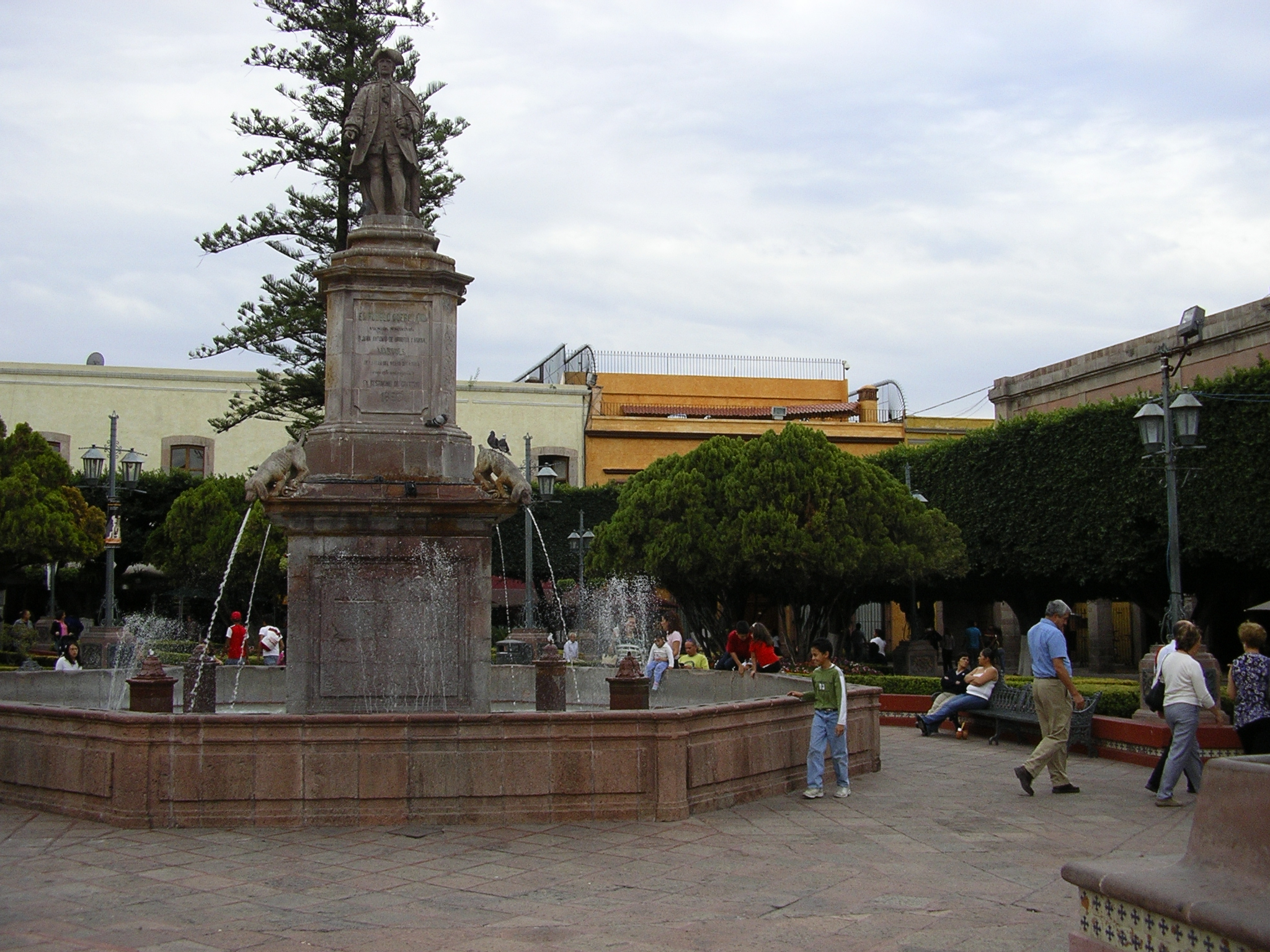
Plaza de armas i Querétaros historiska centrum. Fontänen kallas Fuente de los perros på grund av hundarna.

Santiago de Querétaro (oftast bara kallad Querétaro) är en stad i centrala Mexiko, och administrativ huvudort för delstaten Querétaro. Namnet kommer från purepechan K'eretarhu med betydelse storstad och dess namn på otomi är Ndämxei och på nahuatl Tlachco båda med betydelsen plats för bollspel. Staden grundades 25 juli 1531 vilket resulterade i tillägget Santiago vilket är namnsdagen detta datums. Querétaro ligger 213 kilometers nordväst om Mexico City, 63 kilometer sydöst om San Miguel de Allende och 200 kilometer syd om San Luis Potosí. Staden är belägen på en höjd av 1 800 meter över havet. Många administrativa och industriella institutioner har flyttats till staden efter den stora jordbävningen i Mexico City 1985. Detta eftersom Querétaro anses ligga precis utanför riskzonen för seismisk aktivitet. Staden ligger i början av den stora centralmexikanska högdalen Bajio, som sträcker sig 150 kilometer mellan Querétaro och León i delstaten Guanajuato.
Minnesplatser i Querétaro upptogs 1996 på Unescos världsarvslista.

## Historia
Staden har varit Mexikos huvudstad vid tre tillfällen. Första gången var under oroligheterna vid slutet av första kejarsdömet under Agustín de Iturbide, den andra under USA:s ockupation av Mexico City under interventionskriget 1847 och senast i slutet av mexikanska revolutionen då den nya konstitutionen författades 1917.

## Stad och storstadsområde
Staden har 618 509 invånare (2007), med totalt 761 525 invånare (2007) i hela kommunen på en yta av 733 km². Storstadsområdet, Zona Metropolitana de Querétaro, har totalt 957 825 invånare (2007) på en yta av 1 650 km². Området består av de tre kommunerna Querétaro, Corregidora och El Marqués.